# Kongeriget Aragonien
|  | Manglende infoboks Nogle af informationerne i denne artikel kunne med fordel samles eller opsummeres i en infoboks, som det anbefales i stilmanualen. |

Kongeriget Aragonien (aragonsk: Reino d'Aragón, catalansk: Regne d'Aragó, latin: Regnum Aragonum, spansk: Reino de Aragón) var et middelalderligt og tidligt moderne kongerige på den iberiske halvø, geografisk nogenlunde beliggende hvor den spanske provins af samme navn ligger i dag. Det forveksles ofte med det større område, der hørte under Aragoniens krone, som udover kongeriget Aragonien også omfattede fyrstendømmet Catalonien (inklusive de tidligere catalanske grevskaber), kongeriget Valencia, kongeriget Mallorca og andre besiddelser, der i dag udgør dele af Frankrig, Italien og Grækenland. Aragoniens krone betragtes normalt som en separat entitet, da kronelandene hørte under kongen af Aragonien, men blev administreret uafhængigt af kongeriget Aragonien.
I 1479, efter Johan 2. af Aragoniens død, blev Aragoniens og Castiliens krone forenede og kom til at danne grundlaget for det moderne Spanien. De aragonesiske områder behindt dog deres egne autonome parlamentære og administrative institutioner herunder parlamentet - det aragonesiske corts, frem til Nueva Planta-dekreterne, der blev udsendt mellem 1707 og 1715 af Filip 5. af Spanien i kølvandet på den spanske arvefølgekrig, for at afslutte den en gang for alle.